# Orgue Poncher Puget de la cathédrale Saint-Nazaire de Béziers
L’orgue Poncher-Puget de la cathédrale Saint-Nazaire de Béziers dans l’Hérault est l’unique représentant de la facture flamande de la première moitié du XVIIe siècle au sud de la Loire et à l’ouest du Rhône.
Il fait partie des « Sept merveilles organistiques de l'Hérault » avec les instruments :
- l’orgue Jean-François L’Epine-Joseph Merklin de la cathédrale Saint-Pierre de Montpellier,
- l'orgue Jean-Pierre Cavaillé de l'abbaye de Gellone à Saint-Guilhem-le-Désert,
- l'orgue Dom Bedos-Puget de la basilique Notre Dame des Tables de Montpellier,
- l'orgue Lépine-Cavaillé-Coll de la collégiale Saint Jean de Pézenas,
- l'orgue Jean-Baptiste Micot de l'ancienne cathédrale Saint-Pons-de-Cimiez à Saint-Pons-de-Thomières.
- l’orgue de la cathédrale Saint-Fulcran de Lodève.

## Historique
Grâce à l’influence de l’évêque d’alors, monseigneur Thomas II de Bonsi, un contrat de construction d’un orgue neuf et de son buffet est signé le 28 septembre 1623 avec un facteur flamand, Guillaume Poncher dont on ignore le motif de la présence à Béziers à cette époque. Il s’agit d’un grand seize pieds de deux claviers avec positif dorsal de quatre pieds et pédale de 19 notes avec juste un jeu de 16’ en bois. L’orgue et sa tribune de pierre sont commencés en 1625 et terminés en 1633.
Vers 1679, l’organiste Gendre dresse un état des désordres qui rendent l’orgue difficilement jouable. Et c’est en 1680 que le chapitre s’adresse à Jean de Joyeuse, établi alors à Carcassonne, pour réparer notamment la soufflerie, modifier les mixtures, ajouter divers jeux (Grosse tierce 3’1/5 au G.O., Nazard et Tierce au Pos.), un pédalier de 24 notes et 3 jeux (Flûtes 8’ & 4’, Trompette 8’) et un clavier d’écho de 8 jeux. C’est lui qui recommande au poste de titulaire Antoine Boat.
En 1759 des travaux s’avérant nécessaires, on fait appel, sur recommandation de Dom Bédos de Celles, à Jean-François L’Épine qui terminait l’orgue de Pézenas. Malheureusement, pour des raisons financières, le contrat est passé en 1775 avec Guillaume Monturus et il s’ensuit dix ans de chicaneries et de procès, ses travaux n’ayant pas été réalisés dans les règles de l ‘Art. Notamment la grande Montre à la netteté d’émission tant admirée par Dom Bédos est devenue terne et sourde. Il reste de lui les tuyaux des plates-faces du grand-orgue et le nouveau positif dorsal de 8 pieds remplaçant celui, en 4 pieds, de Poncher. On doit faire appel en 1785 à Joseph Isnard pour tenter de remettre l’orgue en état ; la réfection est reçue le 30 septembre 1785 par Jean-François L'Épine qui assure l’entretien jusqu’en 1788. La Révolution vient malheureusement anéantir ces récents efforts : presque tous les tuyaux en étain du grand-orgue disparaissent, seuls subsistent ceux du positif dorsal et la grande Montre.
La tribune et le buffet font l’objet d’un classement au titre objet des monuments historiques par la liste de 1840.
En 1841 une reconstruction est confiée à Nicolas Chambry qui vient de terminer l’orgue de Saint-Paul de Narbonne, préféré à Aristide Cavaillé-Coll. L’orgue passe à 5 claviers et reste basé sur les modèles du XVIIIe siècle avec un pédalier à grand ravalement au Fa0 ; mais, là encore, son travail est peu satisfaisant et dès 1849, on recourt à Aristide Cavaillé-Coll pour mettre l’instrument dans sa perfection ainsi qu’au goût du jour : le Récit et l’Echo classiques laissent la place à un récit expressif de 42 notes, les jeux ondulants et octaviants apparaissent et le diapason à 435 Hz est adopté. Mais les moyens limités du conseil de fabrique brident les projets d’amélioration de Cavaillé-Coll, et dès 1868, un financement inespéré ayant probablement été trouvé, une nouvelle reconstruction est confiée à la manufacture Théodore Puget et fils de Toulouse qui transforme radicalement l’orgue, somme toute jusque-là, resté assez classique, en instrument romantique : nouveaux sommiers, nouvelle soufflerie, trois plans sonores de style romantique et très différenciés, tout en respectant la tuyauterie ancienne, notamment celle du positif qui est constituée, aujourd’hui encore, pour la plus grande part, de tuyaux anciens. En 1881 Eugène Puget modifie un peu la composition pour faire évoluer l’instrument vers l’esthétique symphonique tout en déformant très peu la tuyauterie. Puis en 1930 Maurice Puget porte le nombre des jeux de 45 à 50, l’étendue des claviers de 54 à 56 notes et celle du pédalier de 27 à 30 notes, et intervient de nouveau en 1950.
Ensuite Marc Etienne entretient l’orgue jusqu’à la restauration achevée en 1993 par la Manufacture Languedocienne de Grandes Orgues sous la direction artistique de Georges Danion et avec une harmonisation de Jacques Bertrand. La partie instrumentale fait l’objet d’un classement au titre objet des monuments historiques depuis le 11 mars 1986. Lors des restaurations, Xavier Darasse, rapporteur et Jean-Pierre Decavèle, technicien-conseil, devant la qualité du matériel ancien restant et de celui des Puget, optent pour un retour à la composition de 1868 tout en conservant les jeux d’anches refaits en 1881. L’inauguration a lieu les 20 et 21 février 1993 par Marie-Claire Alain et André Isoir.

## Description
Le grand corps du buffet, de style Louis XIII, est, par ses dimensions imposantes et la qualité de ses sculptures, quasi unique au sud de la Loire. Il n’y a qu’en Île-de-France et en Normandie que l’on peut trouver pareil témoignage d’une époque où l’art du huchier, et donc du détail, l’emporte encore sur l’architecte et son souci des grandes lignes. Même si les siècles suivants ont laissé leur empreinte sur sa décoration, on distingue nettement le chef d’œuvre initial. Grâce à sa restauration qui a éclairci la teinte chocolat héritée du XIXe siècle et permis de retrouver la blondeur du chêne, on peut admirer (surtout sur des photographies en gros plan) la richesse et la beauté des sculptures qui animent non seulement la façade, l’entablement et le couronnement des tourelles, mais aussi les parois latérales. Le positif dorsal, datant des travaux de Monturus (1777), parait d’une sobriété bien timide en comparaison. Ce chef d’œuvre de menuiserie et de sculpture sur bois ainsi que la balustrade en bois et la tribune de pierre supportant le tout, sont dus au berrichon Guillaume Martois et à Jean Renard, maîtres sculpteurs et menuisiers, en 1624. À l’origine, des volets, dont on peut encore voir les traces des énormes charnières derrière les jouées les remplaçant, peints par Laguiole en 1628, fermaient tant le grand corps que le positif dorsal de Poncher. Ils ont été déposés par Monturus et ont disparu.

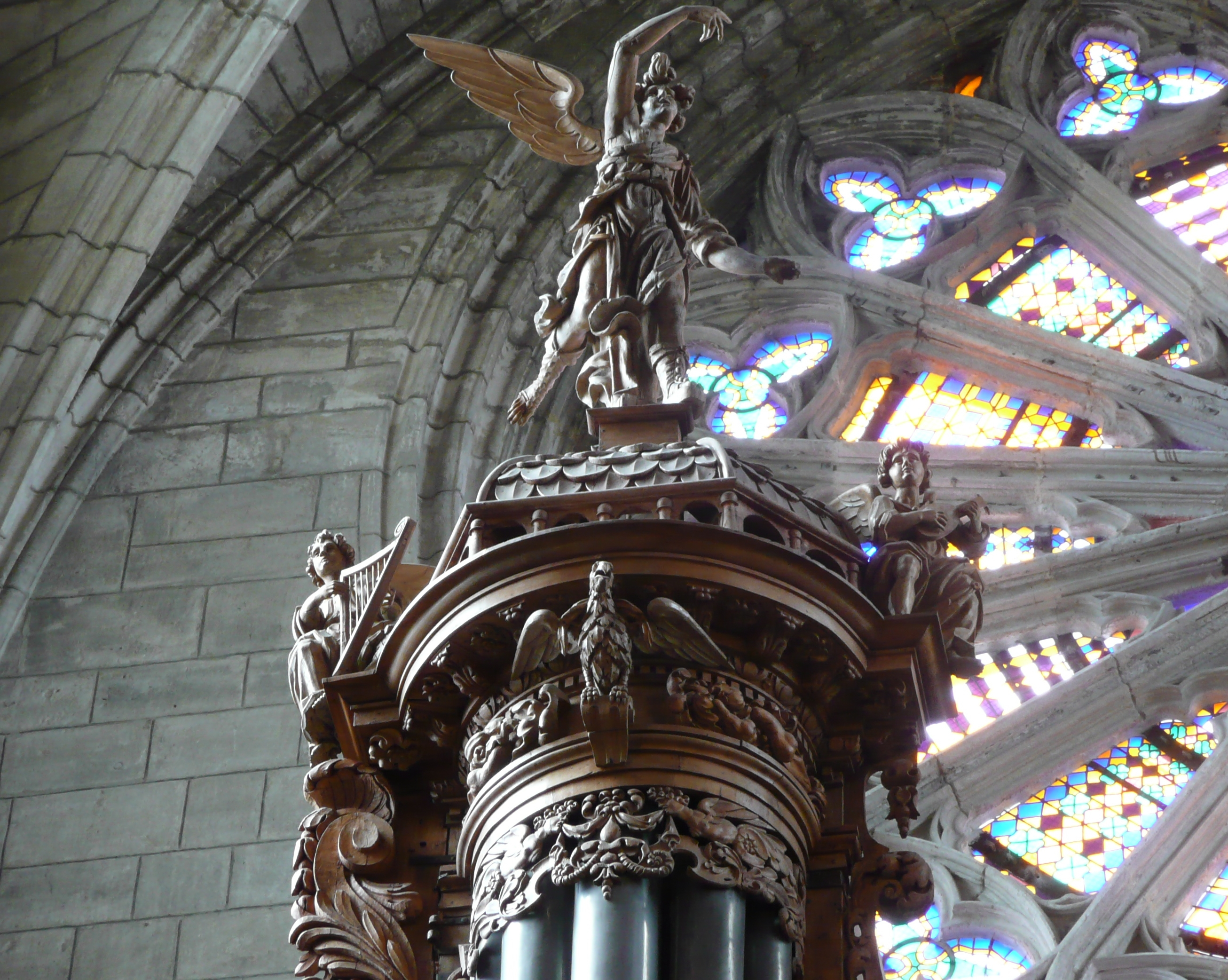
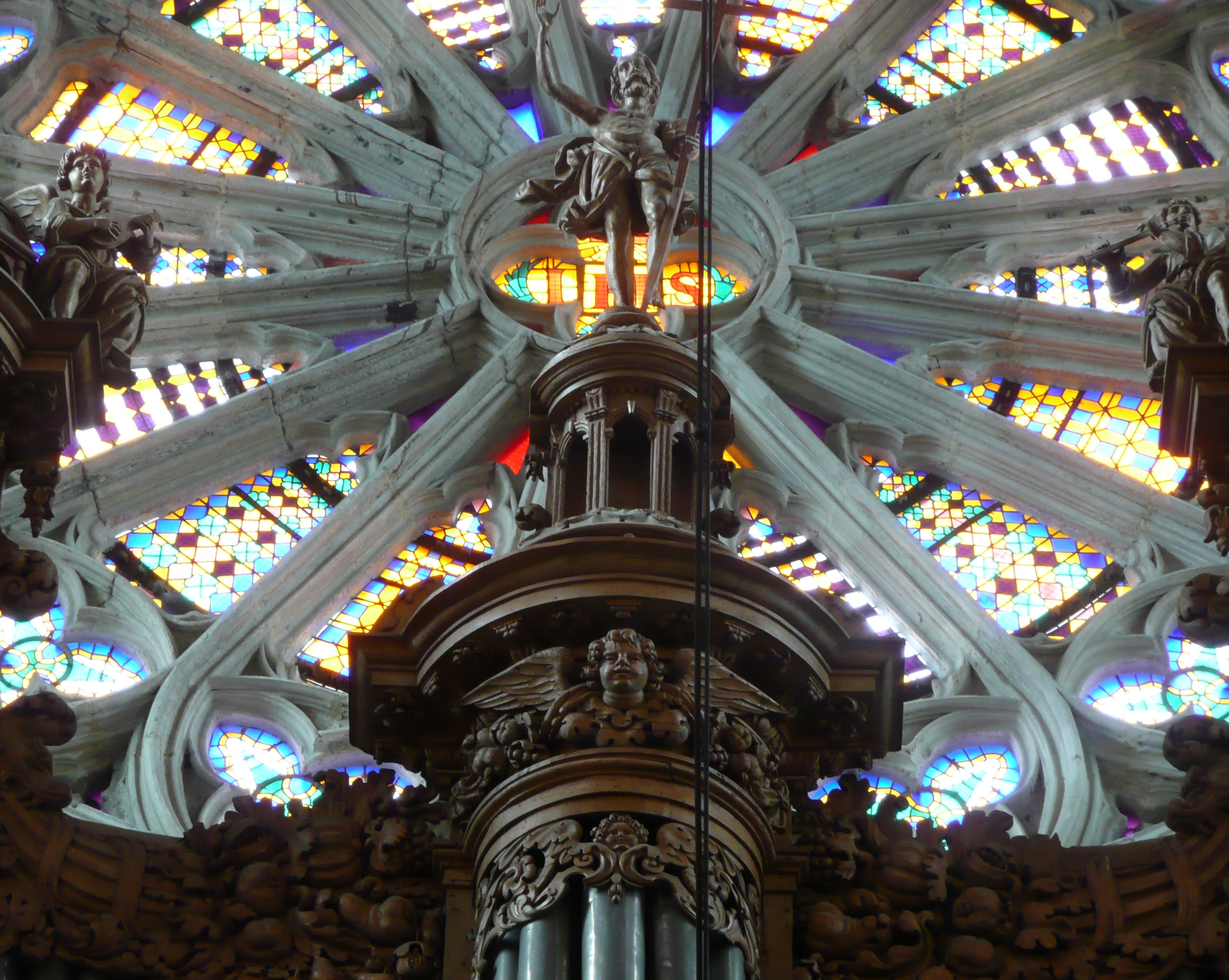
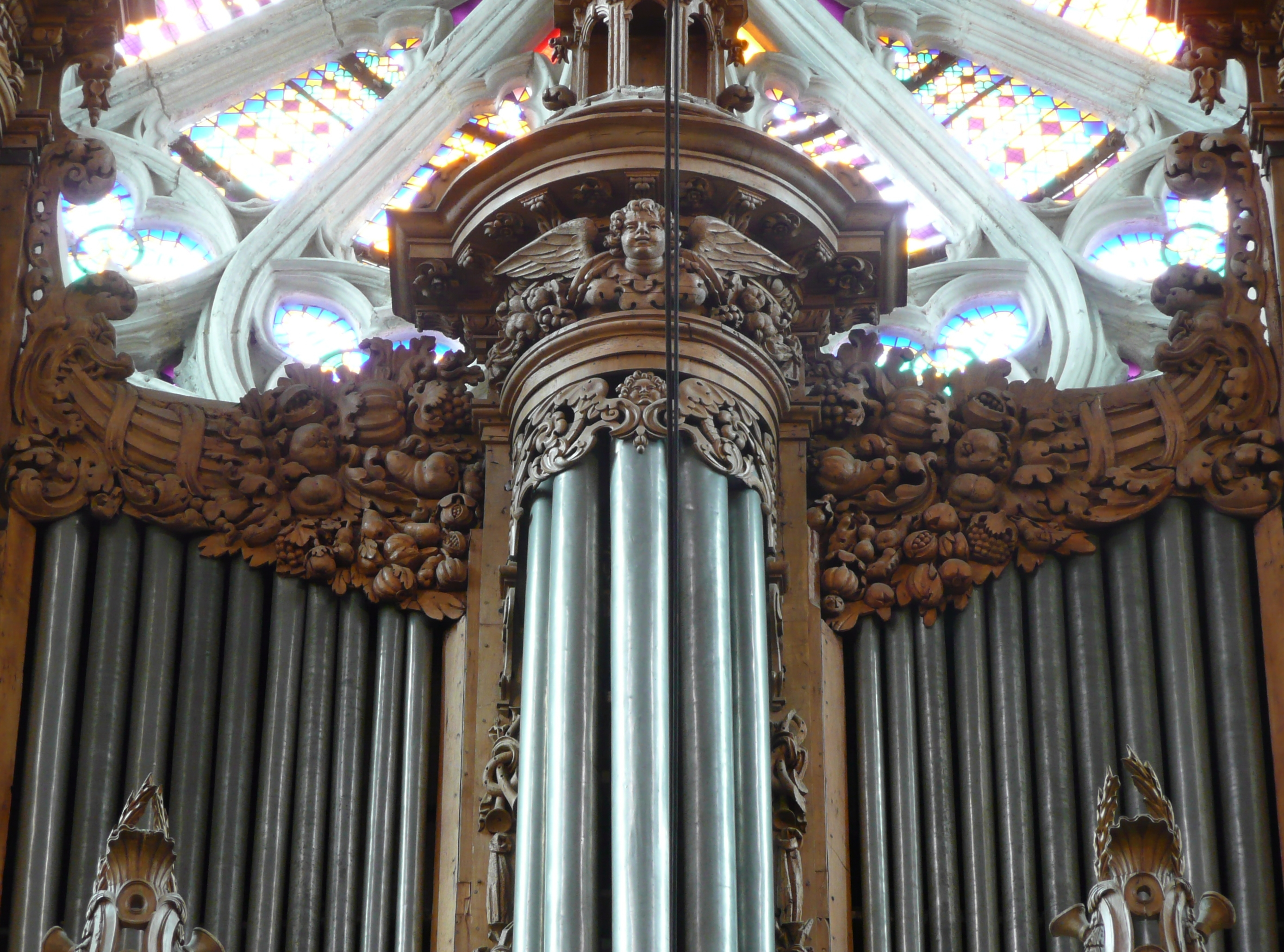
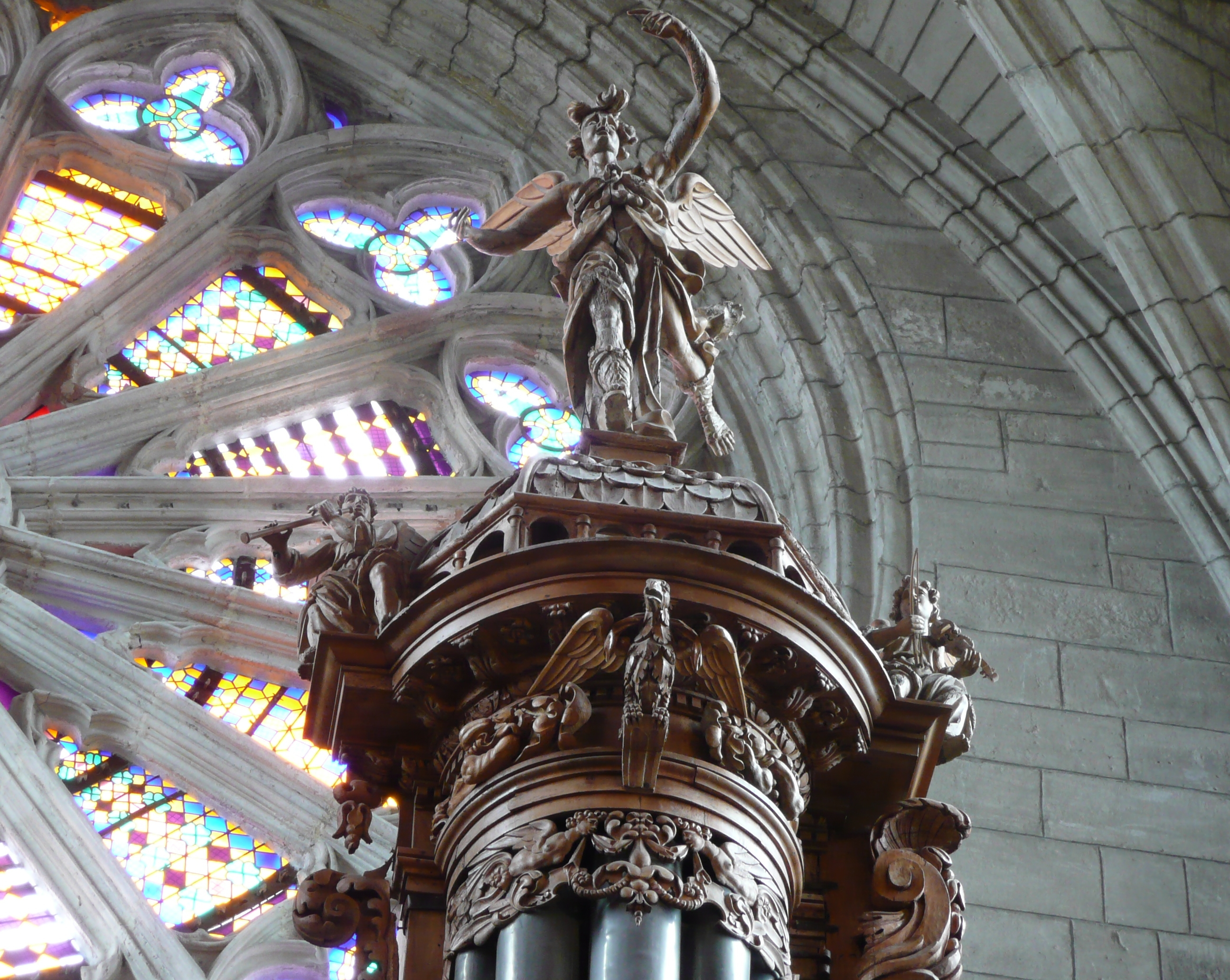

L’instrument restauré  est donc bien l’œuvre de la famille Puget : Théodore d’abord (1868), puis Eugène (1881) et enfin Maurice (1930&1950). L’orgue comprend 45 jeux, 59 rangs, répartis sur 3 claviers de 54 notes et un pédalier, à l’allemande, de 30 notes. La console en fenêtre est de Th. Puget avec Grand Orgue d’abord, puis Positif et enfin Récit expressif ; les claviers sont plaqués d’ivoire pour les naturelles et d’ébène pour les feintes. La traction des notes est mécanique avec assistance pneumatique Barker pour le G.O. et ses accouplements ; le tirage des jeux mécanique aussi avec tirants de registres de section circulaire et pommettes garnies de pastilles de porcelaine portant le nom des jeux. Les pédales de combinaisons sont à cuillère et flanquent la pédale à bascule inerte du récit expressif. Les sommiers, à doubles layes, sont tous de Th.Puget, en chêne, à gravures et registres coulissants. La soufflerie, de Th. Puget, comprend un ventilateur électrique alimentant un très grand soufflet avec deux pompes, un deuxième plus petit, et un troisième pour le récit, tous à plis parallèles et placés dans le soubassement. On dispose d’un Tremblant doux pour le Pos. et d’un Trémolo pour le Récit.
La tuyauterie est très disparate puisque l’on trouve des tuyaux de Poncher, de Joyeuse (dessus de la Voix humaine du Récit & Trompette 8’ du Pos.), Monturus, Isnard (Hautbois du récit à partir d’ut3), Chambry, Cavaillé-Coll (Salicional 8’ du G.O. & Trompette 8’ du Récit) et Puget.
Mais hormis le grand corps du buffet et les tuyaux de Montre de ses trois tourelles il reste également six jeux plus ou moins complets de Guillaume Poncher : Cornet, Bourdon 8’, 1re octave Doublette au G.O. ; Flûte 4’, 35 basses du Nazard et basses de Doublette au Positif.
De Monturus subsistent essentiellement la façade du Positif et les tuyaux des plates-faces du G.O. ainsi que les basses en bois de chêne des Bourdons 16’ et 8’ du G.O. et du bourdon 8’ du Positif et quelques individus dans la Flûte 8’ de Pédale.
Chambry est présent surtout dans le G.O. avec tous les dessus des Montres, les Principaux 4’ & 2’ et la Fourniture, mais aussi dans le Positif avec les dessus des Principaux, du Bourdon et la Tierce.
À part les exceptions mentionnées plus haut, la tuyauterie du Récit et de la Pédale est de Th.Puget qui, de toutes façons, a totalement réharmonisé l’ensemble (pavillonnage, encoches, recoupes, décalages, etc.)

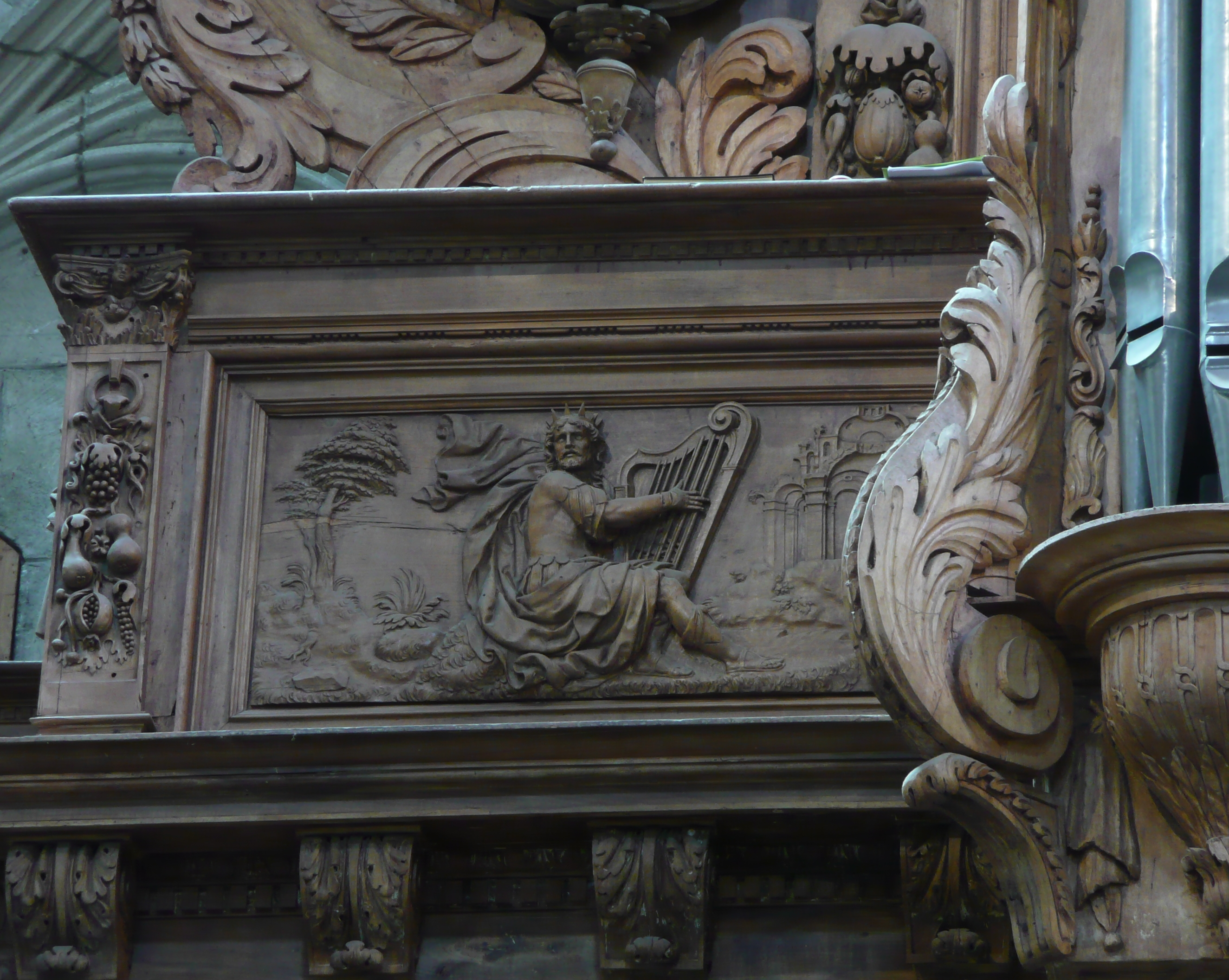
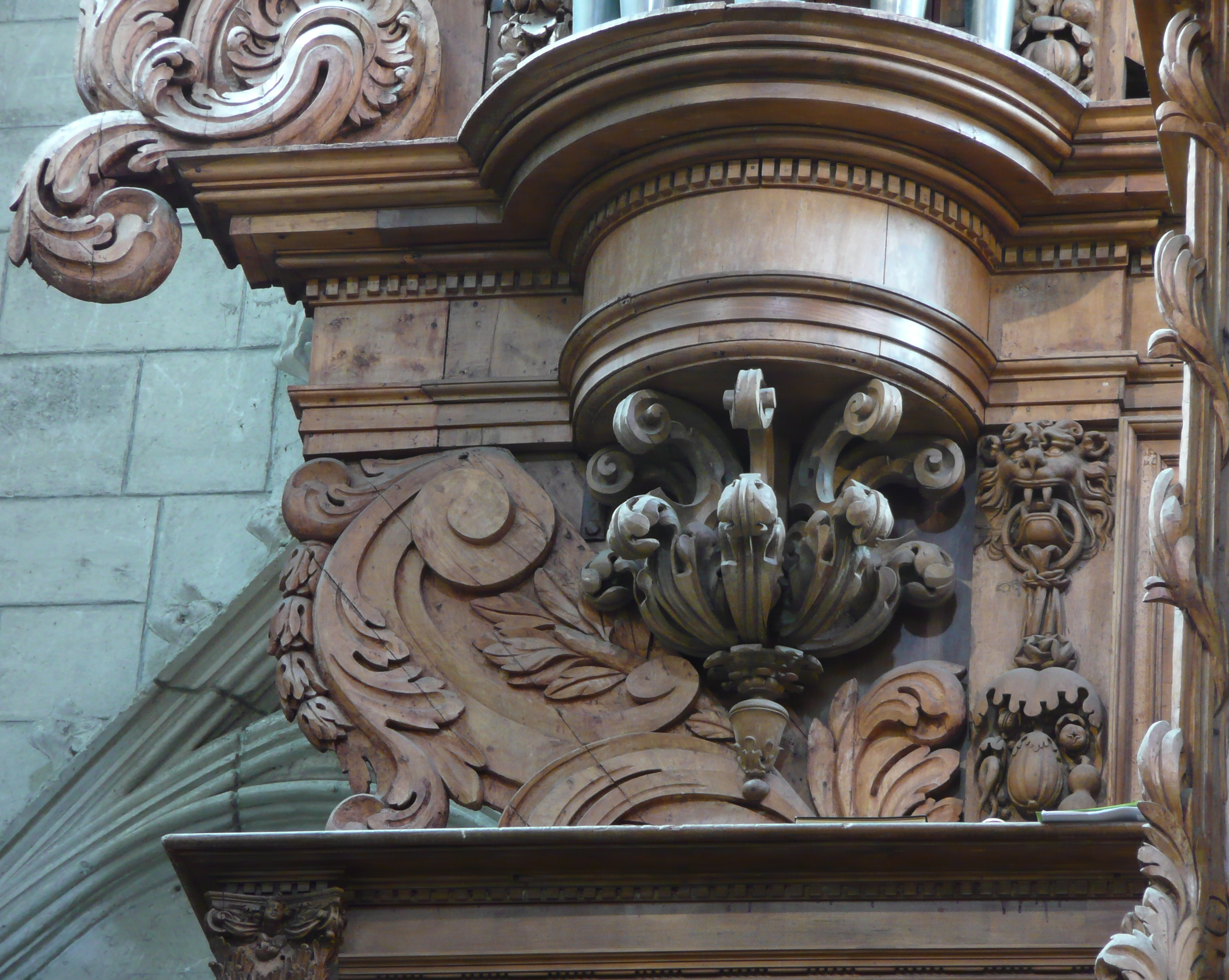
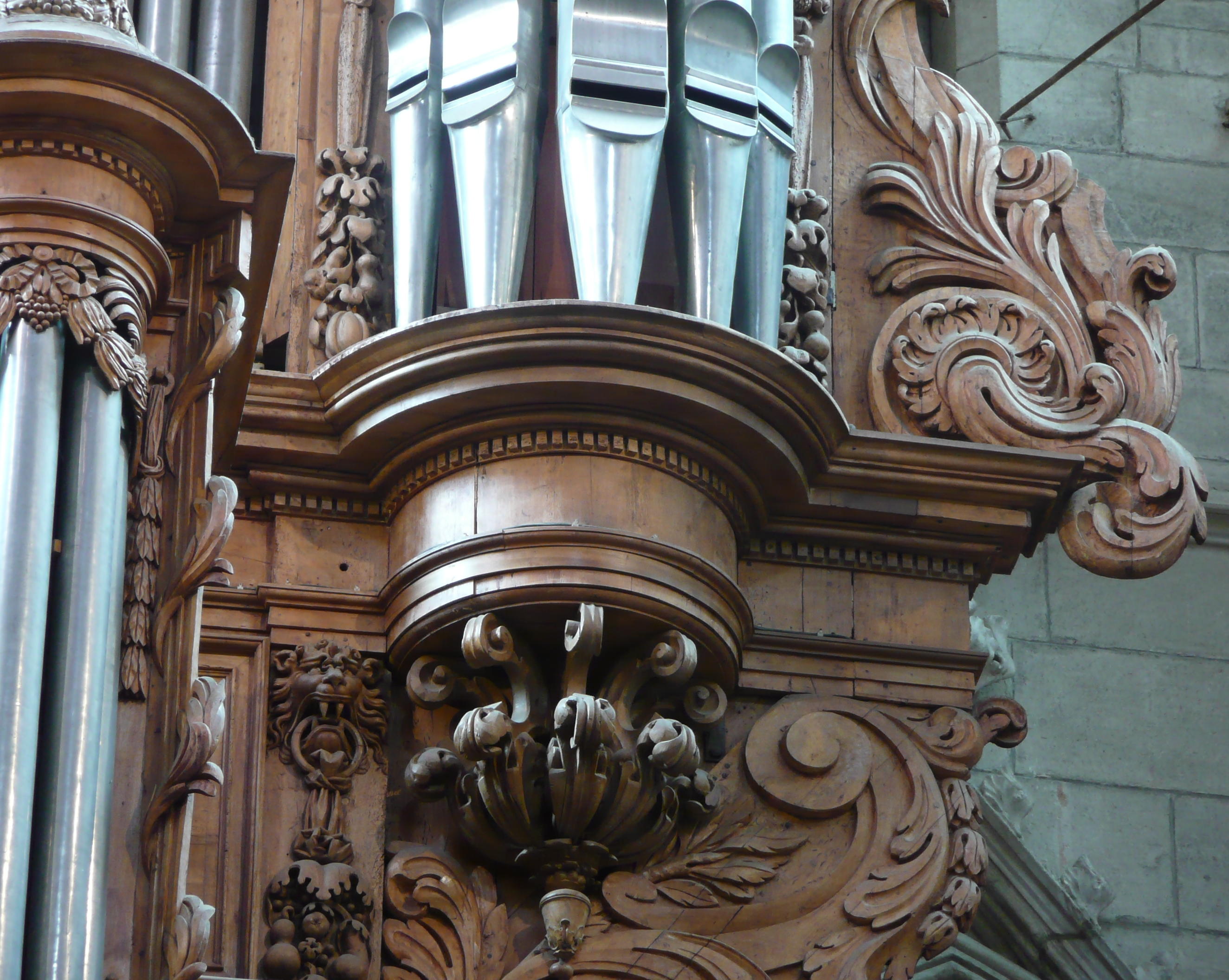
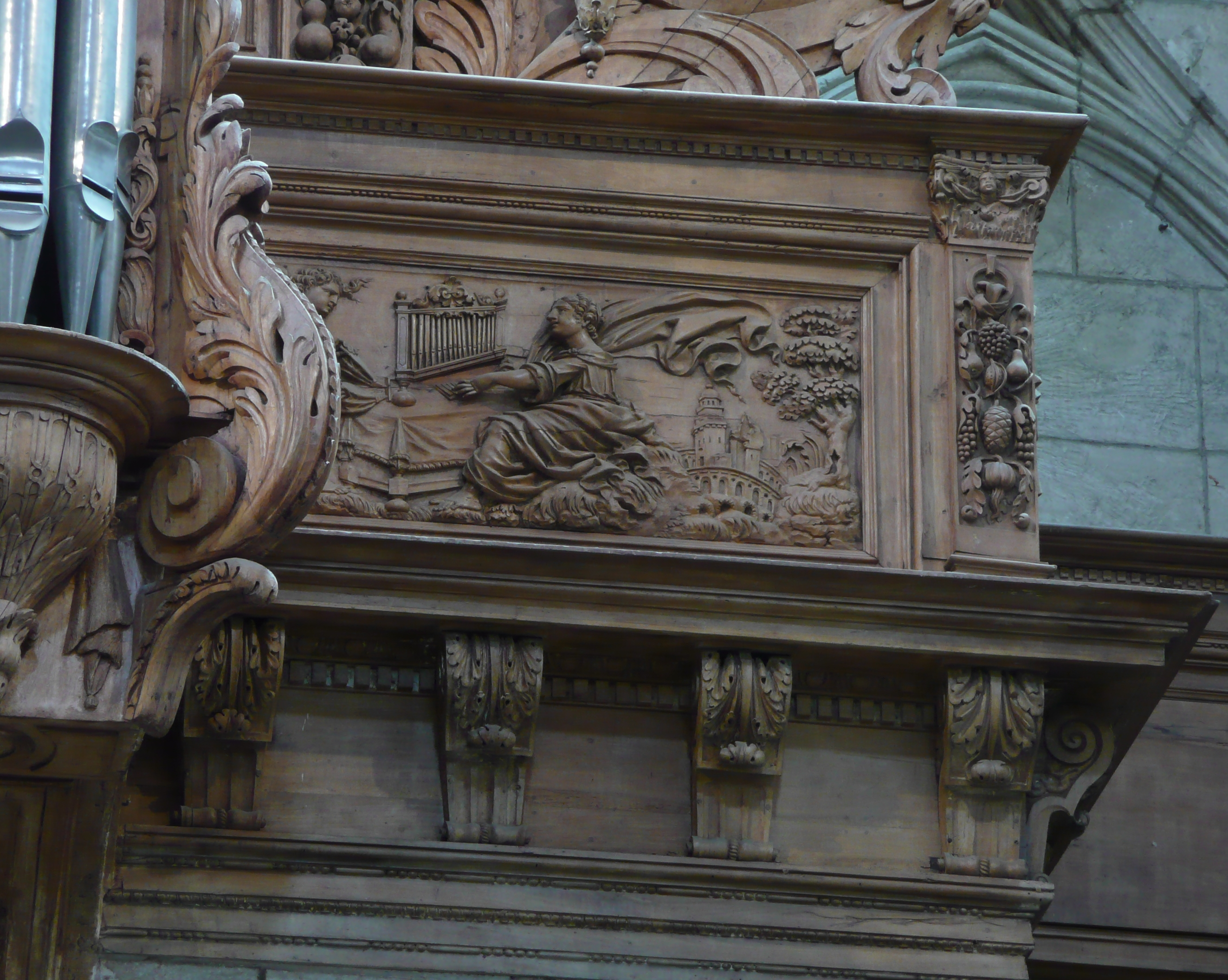

## Composition de Guillaume Poncher en 1623
Découverte par l’organologue réputé Félix Raugel en 1917 dans un document du 3 octobre 1623, aux archives départementales de l’Hérault.
| I Positif dorsal             | II Grand-orgue               |
| ---------------------------- | ---------------------------- |
| 48 notes,ut1 à ut5,sans ut#1 | 48 notes,ut1 à ut5,sans ut#1 |
| Bourdon 8'                   | Montre 16'                   |
| Montre 4'                    | Bourdon 16'                  |
| Bourdon 4'                   | Montre 8’                    |
| Flûte 4’                     | Bourdon 8’                   |
| Doublette 2’                 | Flûte d’Allemand 4’          |
| Larigot 1’1/3                | Flûte traversière 4’         |
| Fourniture IV rangs          | Quintadène 4’                |
| Cymbale III rgs              | Nazard 2’2/3                 |
| Cromorne 8’                  | Doublette 2’                 |
| Voix de Petits Enfants 4’    | Quarte de nazard 2’          |
|                              | Tierce 1’3/5                 |
|                              | Flageolet 1’                 |
| Tremblant                    | Fourniture IV rgs            |
|                              | Cymbale IV rgs               |
|                              | Grand cornet V (ut3)         |
|                              | Bombarde 16'                 |
|                              | Trompette 8'                 |
|                              | Voix humaine 8’              |
|                              | Clairon 4'                   |

## Composition Chambry en 1841

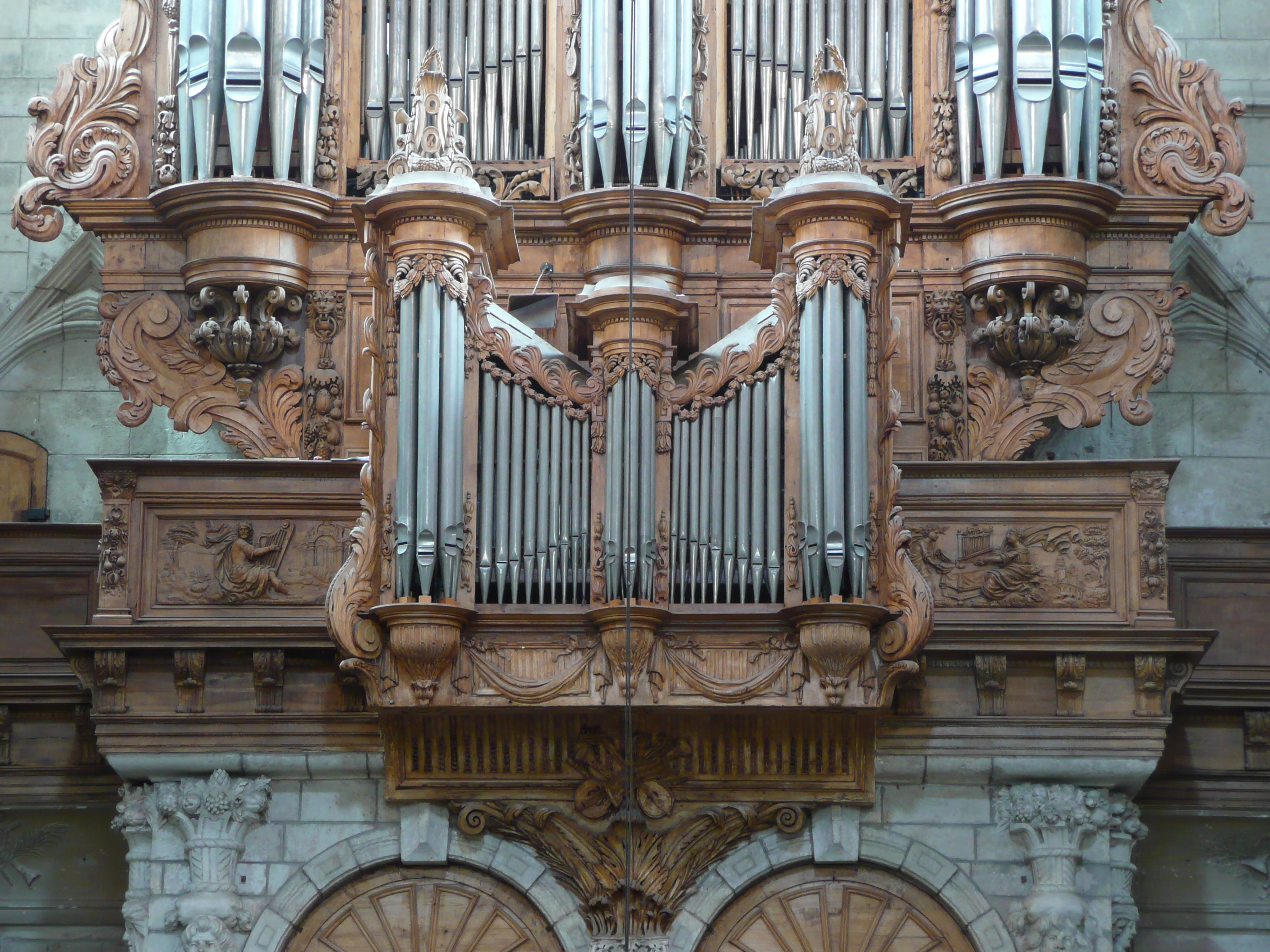
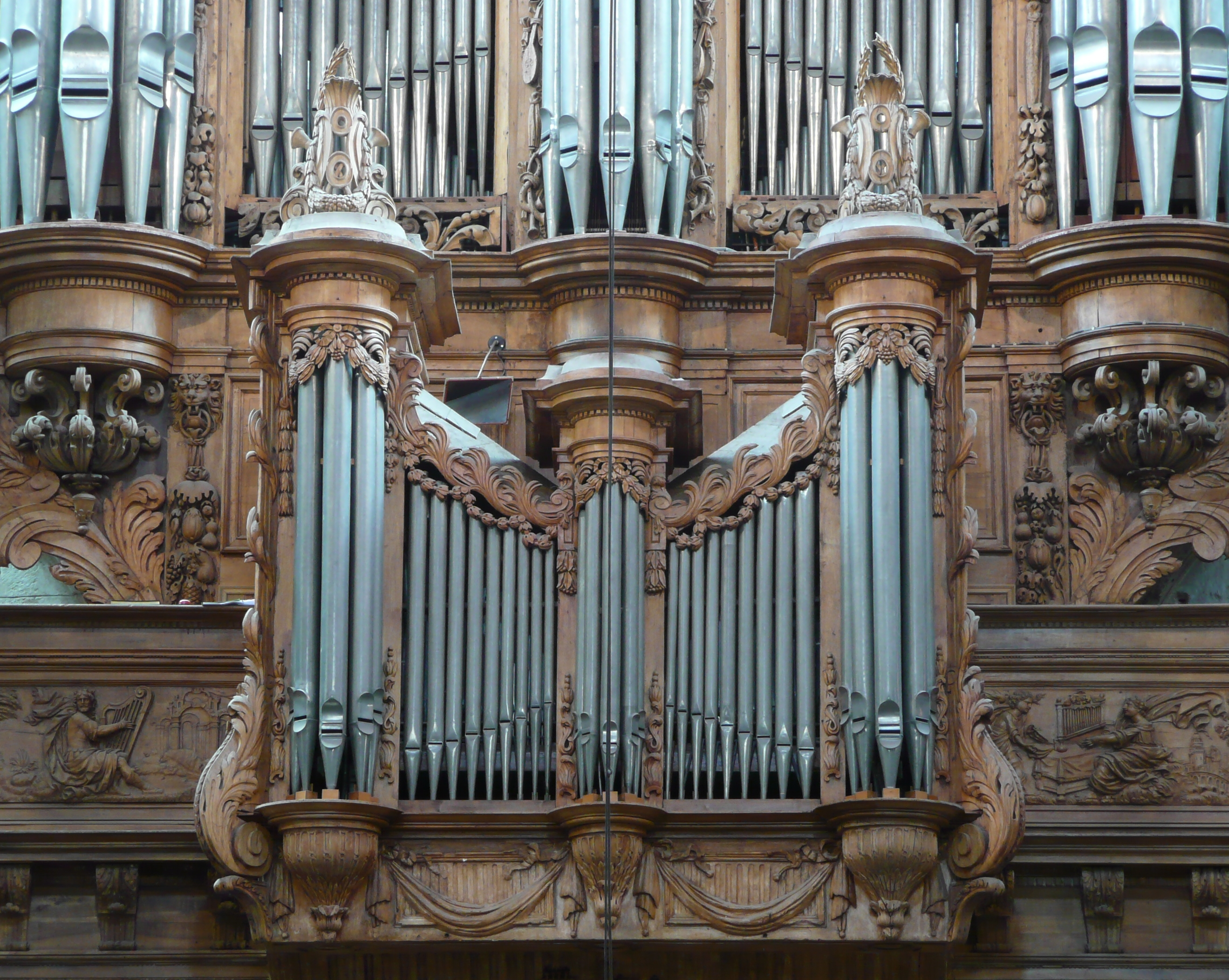
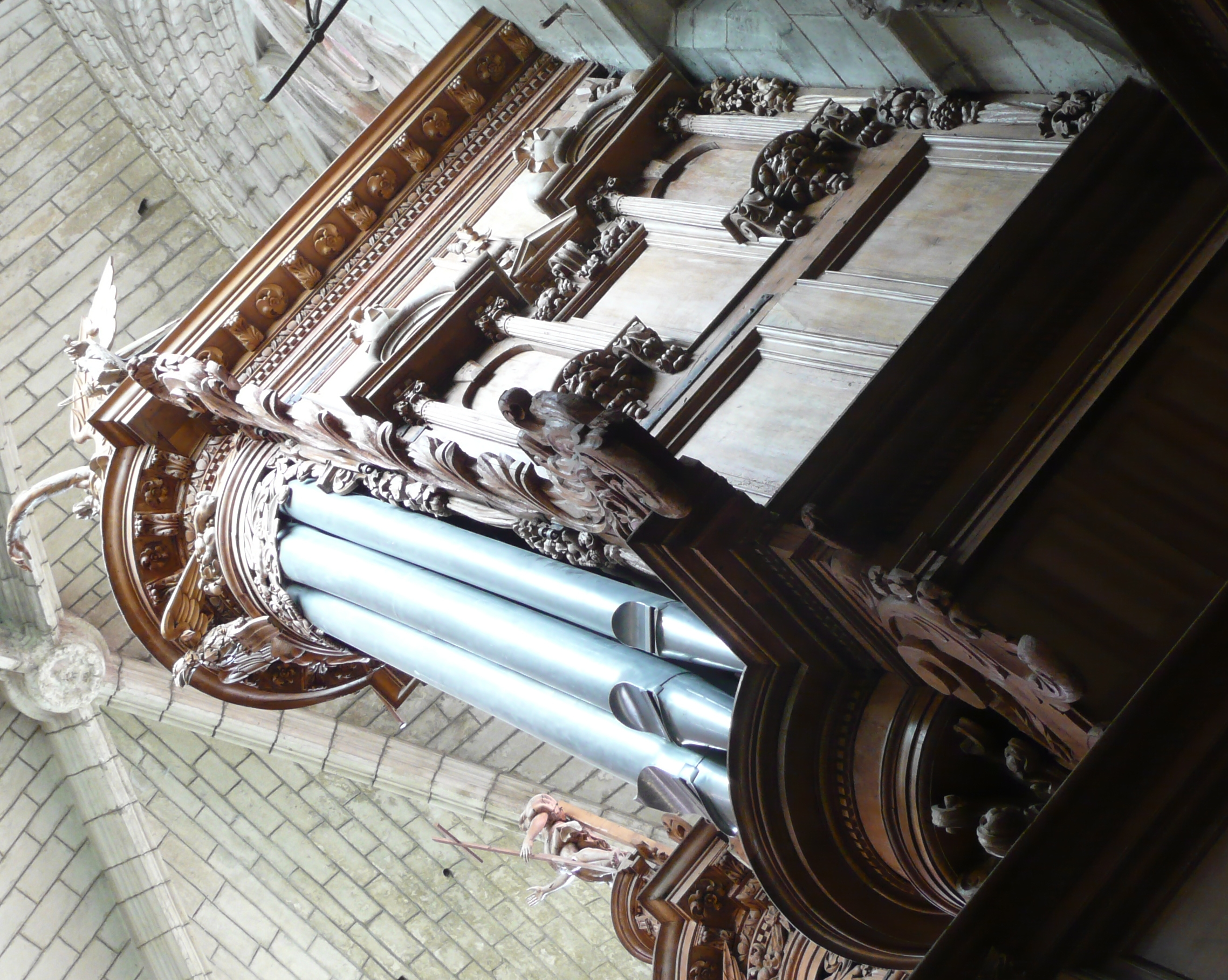

| I Positif dorsal             | II Grand-orgue               | III Bombarde                 | IV Récit            | V Echo             | Pédale à la Française                     |
| ---------------------------- | ---------------------------- | ---------------------------- | ------------------- | ------------------ | ----------------------------------------- |
| 53 notes,ut1 à fa5,sans ut#1 | 53 notes,ut1 à fa5,sans ut#1 | 53 notes,ut1 à fa5,sans ut#1 | 32 notes,sol2 à ré5 | 39 notes,ut2 à ré5 | 34 notes,fa0 à ré3,pour les seules anches |
| Montre 8'                    | Montre 16’                   | Bombarde 16’                 | Flûte 8’            | Flûte 4’           | 27 notes,ut1 à ré3,pour les flûtes        |
| Bourdon 8’                   | Bourdon 16’                  |                              | Cornet V rgs        | Trompette 8’       | Flûte 8'                                  |
| Prestant 4’                  | Montre 8’                    |                              | Trompette 8’        |                    | Flûte 4'                                  |
| Flûte allemande 4’           | Bourdon 8’                   |                              |                     |                    | Bombarde 16’                              |
| Nazard 2’2/3                 | Flûte 8' (dessus)            |                              |                     |                    | 1re Trompette 8’                          |
| Doublette 2’                 | Gros nazard 5’1/3            |                              |                     |                    | 2e Trompette 8'                           |
| Tierce 1’3/5                 | Prestant 4’                  |                              |                     |                    | Clairon 4’                                |
| Larigot 1’1/3                | Flûte 4’                     |                              | Rossignol           |                    | Bombarde/G.O. permanent                   |
| Cornet 5rgs (ut3)            | Nazard 2’2/3                 |                              |                     |                    |                                           |
| Trompette 8’                 | Doublette 2’                 |                              |                     |                    |                                           |
| Hautbois 8’ (dessus)         | Fourniture IV rgs            |                              |                     |                    |                                           |
| Clairon 4’                   | Cymbale IV rgs               |                              |                     |                    |                                           |
|                              | Grand cornet V rgs (ut3)     |                              |                     |                    |                                           |
|                              | 1re Trompette 8’             |                              |                     |                    |                                           |
|                              | 2e Trompette 8'              |                              |                     |                    |                                           |
|                              | Voix humaine 8’              |                              |                     |                    |                                           |
|                              | Clairon 4’                   |                              |                     |                    |                                           |

## Composition 1993
Après la restauration de la Manufacture Languedocienne de Grandes Orgues et d’après l’inventaire de Jean-Pierre Decavèle, technicien-conseil auprès des Monuments Historiques.
| I Grand-orgue 54 notes: Ut1 à Fa5 |             |              |
| Montre                            | 16’         | [ Notes 1 ]  |
| Bourdon                           | 16’         | [ Notes 2 ]  |
| Montre                            | 8’          | [ Notes 3 ]  |
| Bourdon                           | 8’          | [ Notes 4 ]  |
| Salicional                        | 8’          | [ Notes 5 ]  |
| Gambe                             | 8’          | [ Notes 6 ]  |
| Gros nazard                       | 5’1/3       | [ Notes 7 ]  |
| Prestant                          | 4’          | [ Notes 8 ]  |
| Quinte                            | 2’2/3       | [ Notes 9 ]  |
| Doublette                         | 2’          | [ Notes 10 ] |
| Fourniture                        | II à IV rgs | [ Notes 11 ] |
| Grand cornet                      | V rgs       | [ Notes 12 ] |
| Bombarde                          | 16’         | [ Notes 13 ] |
| 1re Trompette                     | 8’          | [ Notes 14 ] |
| 2e Trompette                      | 8’          | [ Notes 15 ] |
| Clairon                           | 4'          | [ Notes 16 ] |

| II Positif dorsal 54 notes: Ut1 à Fa5 |                |              |
| Montre                                | 8’             | [ Notes 17 ] |
| Bourdon                               | 8’             | [ Notes 18 ] |
| Kéraulophone                          | 8’             | [ Notes 6 ]  |
| Unda Maris                            | 8’             | [ Notes 6 ]  |
| Prestant                              | 4’             |              |
| Flûte allemande                       | 4’             | [ Notes 19 ] |
| Nazard                                | 2′2/3          | [ Notes 20 ] |
| Doublette                             | 2′             | [ Notes 21 ] |
| Plein-jeu                             | III à VIII rgs | [ Notes 22 ] |
| Trompette                             | 8′             | [ Notes 23 ] |
| Cromorne                              | 8′             | [ Notes 24 ] |
| Clairon                               | 4'             | [ Notes 25 ] |

| III Récit expressif 54 notes: Ut1 à Fa5 |    |              |
| Bourdon                                 | 8’ | [ Notes 26 ] |
| Flûte harmonique                        | 8’ | [ Notes 27 ] |
| Viole de gambe                          | 8’ | [ Notes 28 ] |
| Voix céleste                            | 8’ | [ Notes 29 ] |
| Flûte octaviante                        | 4’ | [ Notes 30 ] |
| Octavin                                 | 2′ | [ Notes 31 ] |
| Trompette                               | 8′ | [ Notes 32 ] |
| Clairon                                 | 4' | [ Notes 25 ] |
| Basson-Hautbois                         | 8’ | [ Notes 33 ] |
| Voix humaine                            | 8’ | [ Notes 34 ] |
| Clarinette                              | 8’ | [ Notes 35 ] |

| Pédale 30 notes: Ut1 à Fa3 |     |              |
| Flûte                      | 16’ | [ Notes 36 ] |
| Flûte                      | 8’  | [ Notes 37 ] |
| Flûte                      | 4’  | [ Notes 36 ] |
| Bombarde                   | 16’ | [ Notes 38 ] |
| Trompette                  | 8′  | [ Notes 39 ] |
| Clairon                    | 4’  | [ Notes 40 ] |

- Accouplements :  Pos./G.O., Réc./G.O.
- Tirasses : G.O.,Pos.,Réc.
- Appels d’anches : G.O.,Pos.,Réc.,Péd.